# Páramo
Páramo is een neotropisch alpine ecosysteem in het hoge deel van de Andes, tussen de boomgrens op ongeveer 3500 meter hoogte en de sneeuwgrens op ongeveer 5000 meter hoogte. Het ecosysteem bestaat uit hoogvlakten met meren, veen en grasland, doorsneden door door gletsjers gevormde valleien en afgewisseld door begroeiing met struiken en kleine bossen. De páramo wordt ook wel de spons van de Andes genoemd.

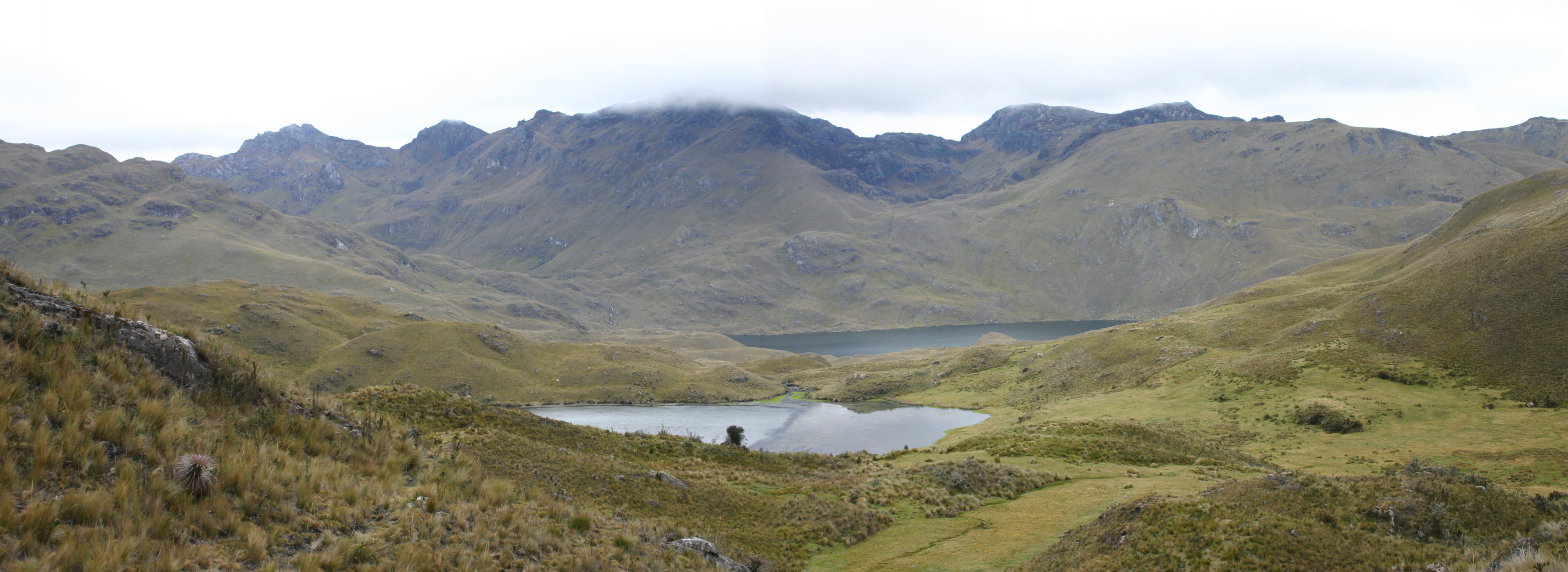
Páramo in Ecuador (Parque Nacional Cajas), op ongeveer 4000 meter hoogte

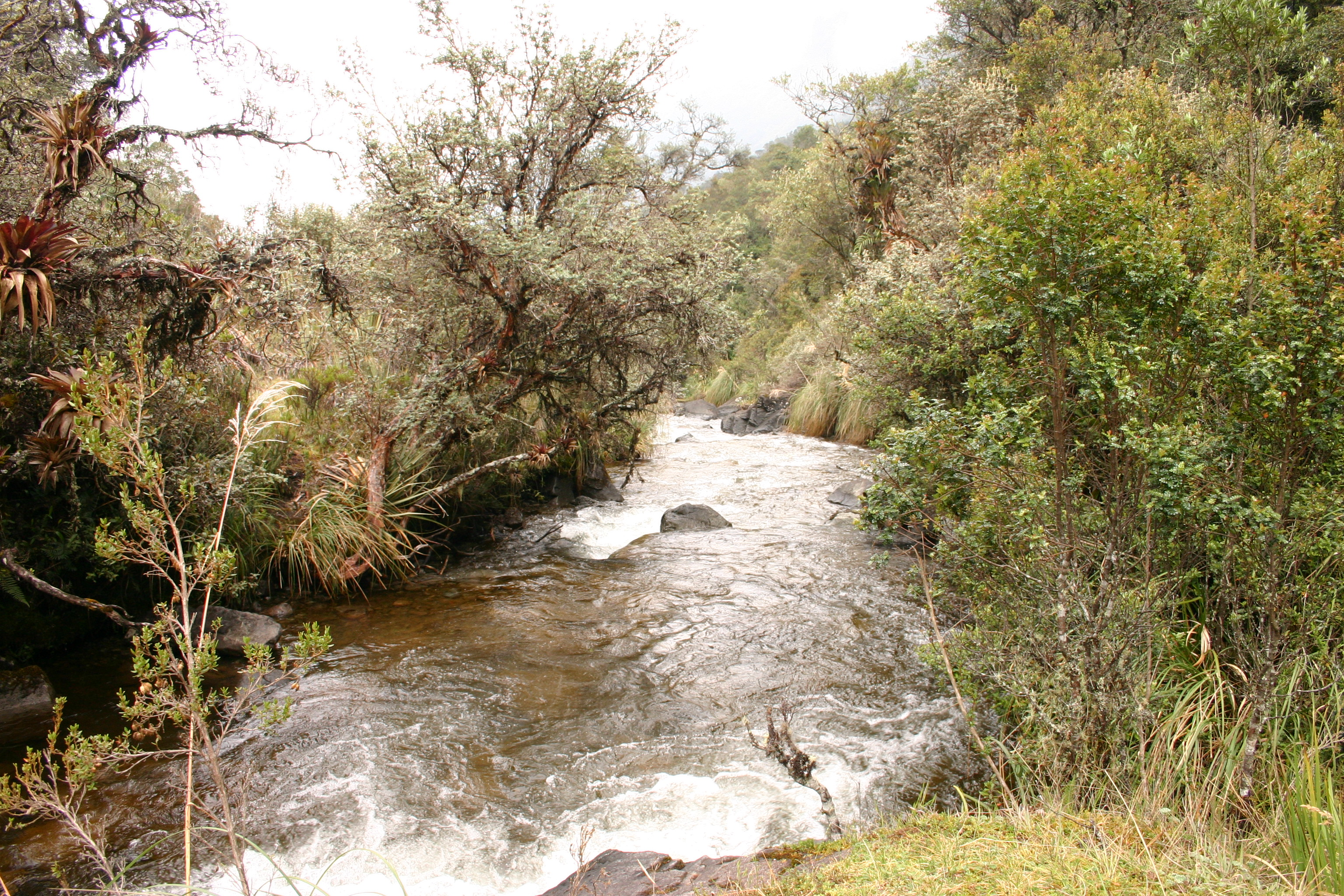
Páramo in Ecuador (Parque Nacional Cajas), op ongeveer 3500 meter hoogte

## Naamgeving
Het woord "páramo" is van pre-Romeinse oorsprong en was aanvankelijk de benaming voor gebieden in de Spaanse regio Castilië. Met de Spaanse kolonisten kwam de term naar de Nieuwe Wereld.

## Locatie
Het grootste páramogebied bestrijkt de hogere regionen van de Andes tussen de Cordillera de Mérida bij de stad Mérida in Venezuela tot aan de Cordillera de Huancabamba in het noorden van Peru. Kleinere gebieden worden gevonden in de Cordillera de Talamanca in Costa Rica en Panama (de Talamanca-páramo), de Sierra de los Cuchumatanes in Guatemala, en in de Colombiaanse Sierra Nevada de Santa Marta. Op andere continenten worden tropische alpine graslanden gevonden die lijken op de páramo, zoals de afro-alpine hooglanden in Ethiopië, Oeganda, Kenia, Tanzania en Zuid-Afrika. Op veel kleinere schaal komen deze vergelijkbare hooglanden ook voor in het Hoogland van Nieuw-Guinea. De totale oppervlakte aan páramo in de wereld wordt geschat op 35.000 km² tot 77.000 km². De verschillen in de schattingen zijn het gevolg van snelle veranderingen in de onderste regionen van de páramo. Op veel plaatsen vinden er daar menselijke activiteiten plaats (zoals landbouw en veeteelt) zodat het moeilijk is om vast te stellen welke gebieden daar nog uit primaire páramo bestaan.

## Vegetatie
Doordat de páramo tamelijk geïsoleerd ligt, komen er veel unieke plantensoorten voor. Er worden meer dan 5000 soorten gevonden, waarvan 60% uitsluitend voorkomt op de páramo. Deze soorten zijn goed bestand tegen het specifieke klimaat op de páramo, zoals de lage luchtdruk, de grote ultraviolette straling en de verdrogende effecten van de wind. De vegetatie bestaat hoofdzakelijk uit graspollen, kleine vetplanten en opvallende grote espeletia’s. In de veengebieden wordt de wolfsklauw aangetroffen en in de meren worden biesvarens gevonden. In de lagere páramo vindt men ook begroeiing met struiken en kleine bossen. Daar groeien verschillende vaak unieke soorten orchideeën en epifyten.

## Menselijke aanwezigheid
Hoewel het klimaat koud en nat is, is menselijke activiteit op de páramo niet ongebruikelijk. Het gaat daarbij hoofdzakelijk om begrazing door vrij lopend vee (meestal koeien, maar soms ook lama’s). De páramo biedt ook een reserve aan water. Doordat het in de Andes vaak moeilijk is om grondwater te betrekken, wordt het oppervlaktewater van de páramo vaak gebruikt als drinkwater en voor irrigatiedoeleinden.
Door deze activiteiten droogt de páramo echter snel uit. Veel gebieden worden sinds de jaren negentig van de 20e eeuw dan ook beschermd. Dit gaat echter gepaard met protesten van mensen die afhankelijk zijn van het water en de weidegronden van de páramo. Vaak wordt er gekozen voor een compromis, waarbij oude rechten gehandhaafd blijven maar nieuwe bevolking geen vee meer op de páramo mag laten grazen.